# Església parroquial de Sant Vicent Ferrer (l'Atzúbia)
L'església de Sant Vicent Ferrer a L'Atzúbia va ser construïda al segle xviii, responent als principis de l'època. És Bé de Rellevància Local amb identificador nombre 03.30.001-003.
Es tracta d'un temple d'una sola nau amb capelles laterals entre contraforts, que a conseqüència de la seua ampliació amb una nau lateral adquireix fisonomia de basílica. L'interior de l'església s'ordena amb pilastres corínties que recullen un entabliment continu i amb ordres toscans entre les capelles laterals. La nau central es cobreix amb volta de canó i arcs formers.
L'exterior és auster, destacant la torre campanar de 1964 de grans dimensions situat sobre l'accés.